# Kinetoskias pocillum
Kinetoskias pocillum är en mossdjursart som beskrevs av Busk 1881. Kinetoskias pocillum ingår i släktet Kinetoskias och familjen Bugulidae. Inga underarter finns listade i Catalogue of Life.